# Guillainův–Barrého syndrom
Guillainův–Barrého syndrom (GBS) je akutní zánětlivá demyelinizační polyneuropatie (AIDP) a autoimunitní onemocnění postihující periferní nervovou soustavu, obvykle vyvolané akutním infekčním procesem. Syndrom je zahrnován do širší skupiny periferních neuropatií. GBS je vzácné onemocnění s roční incidencí, která kolísá od 0,16 do 4 lidí na 100 tisíc obyvatel. V roce 2014 byl v České republice v registru zapsán počet 100 pacientů.  Často se jedná o vážné onemocnění obvykle se projevující vzestupnou paralýzou začínající slabostí v nohou a palčivou bolestí svalstva, které se šíří od nervových zakončení prstů od nohou přes míchu do horních končetin a obličeje, tzv.(pseudo)bulbární syndrom, společně s úplnou ztrátou hlubokých šlachových reflexů (areflexie či hyporeflexie) a s možnou dysartrií jako následkem omezení řeči po paralýze obličejového svalstva. Při rychlé léčbě plazmaferézou či intravenózní imunoglobulinovou a podpůrnou léčbou u neurologa a psychologa, získá většina pacientů opět částečnou (může se občas objevovat rukávový či punčochový efekt, hyperreflexie, dysartrie, oční tiky nebo esenciální třes, potíže s krátkodobou pamětí, bolesti či ztuhlost svalstva při periferních nervech) či plnou mobilitu. GBS však může skončit smrtí v případě, že se vyskytnou závažné plicní komplikace způsobené parestézií svalstva a problémy s autonomní nervovou soustavou. Guillainův–Barrého syndrom je jednou z hlavních příčin netraumatických paralýz na světě.
GBS byl hlášen v souvislosti s covidem-19 a může být potenciální neurologickou komplikací onemocnění.
GBS byl zařazen jako velmi vzácný vedlejší účinek vakcíny Janssen a AstraZeneca proti onemocnění covid-19.